# Царево (Череповецкий район)
Царево — деревня в Череповецком районе Вологодской области.
Входит в состав Ягановского сельского поселения, с точки зрения административно-территориального деления — в Ягановский сельсовет.
Расстояние по автодороге до районного центра Череповца — 22 км, до центра муниципального образования Яганово — 8 км. Ближайшие населённые пункты — Глухая Лохта, Шурово, Лохта.
По переписи 2002 года население — 22 человека (12 мужчин, 10 женщин). Всё население — русские.